# Große Diesdorfer Straße 203

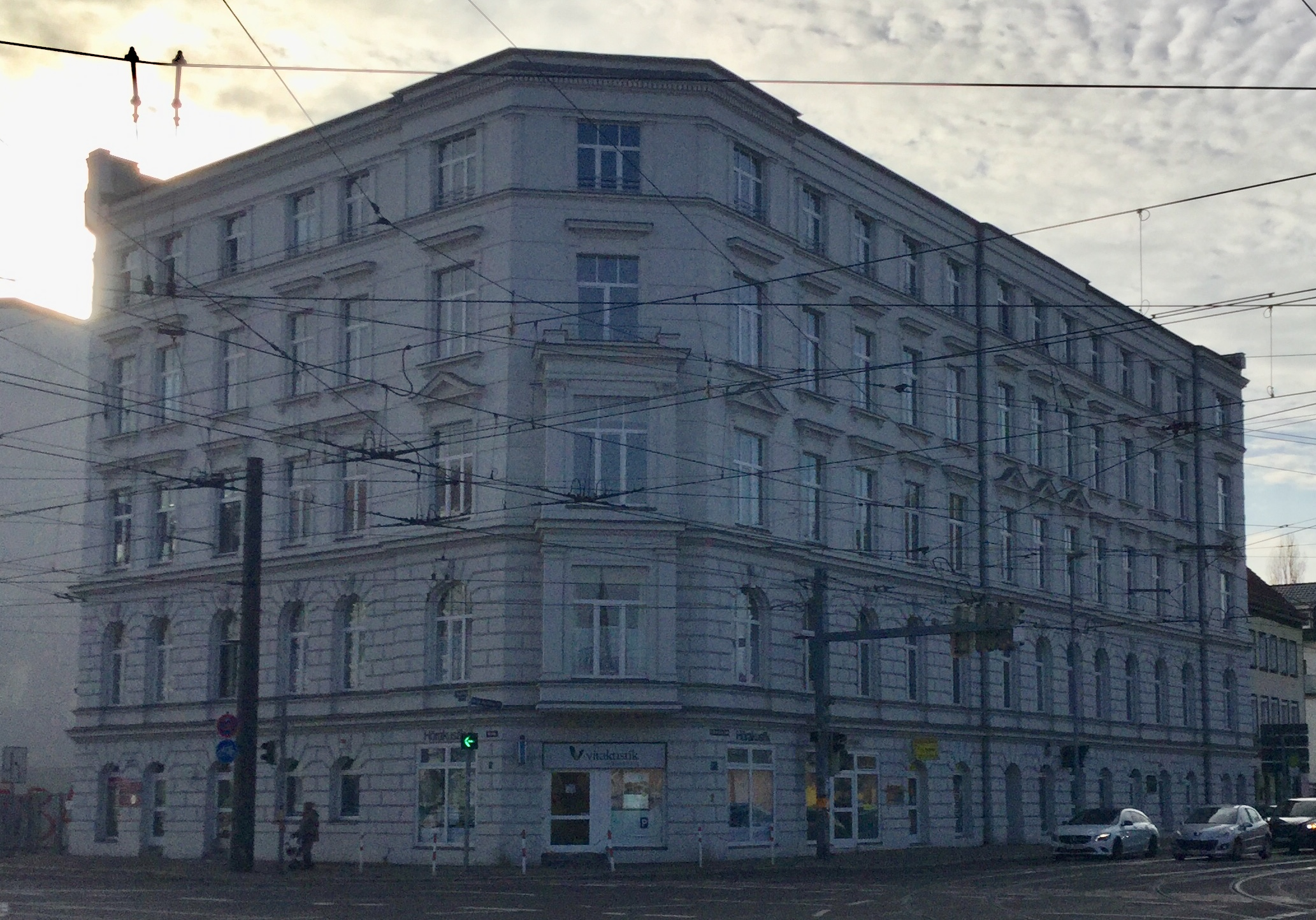
Große Diesdorfer Straße 203

Das Haus Große Diesdorfer Straße 203 ist ein denkmalgeschütztes Gebäude in Magdeburg in Sachsen-Anhalt.

## Lage
Es befindet sich auf der südlichen Seite der Großen Diesdorfer Straße im Magdeburger Stadtteil Stadtfeld West, in einer städtebaulich bedeutsamen Ecklage westlich der Einmündung des Westrings.

## Architektur und Geschichte
Das fünfgeschossige Wohn- und Geschäftshaus entstand im Jahr 1889 im Stil der Neorenaissance. Der Bau wurde durch die Magdeburger Bau- und Creditbank unter Johann August Duvigneau und Albert Favreau für den Handschuhfabrikanten B. Trenkmann errichtet. Ab 1896 erfolgte dann eine Nutzung als Fabrik für Fahrradutensilien und ab 1899 durch die Metalldruckerei und -stanzerei Beisser und Fliege. Trotz der gewerblichen Nutzung als Fabrik präsentiert sich der Bau im Stil gehobener zeitgenössischer Mietswohnhäuser. Zum Komplex gehörte auch ein Pferdestall mit Remise sowie einer Kutscherwohnung. Darüber hinaus entstand auch ein Werkstatttrakt und ein Kesselhaus.
Das Hauptgebäude ist, wie auch die zwei- bis zweieinhalbgeschossigen Nebenbauten verputzt. Nach Norden zur Großen Diesdorfer Straße ist die Fassade dreizehnachsig ausgebildet, wobei etwa mittig ein flacher, dreiachsiger und an der westlichen Kante ein flacher einachsiger Risalit besteht. Die Ostfassade zum Westring ist sechsachsig und damit deutlich kürzer. Die Fassade weist im Erdgeschoss und im ersten Obergeschoss ein Rustizierung auf. Außerdem sind in diesen Etagen die Fensteröffnungen als Rundbögen gestaltet. Die Ecksituation ist durch eine einachsige, direkt zur Kreuzung weisende Fassadenseite betont. Gemeinsam mit jeweils einer Achse der seitlichen Flügel ist dieser Bereich als flacher Risalit erstellt. Dort befindet sich vor dem ersten und zweiten Obergeschoss auch ein einachsiger Kastenerker. Das Kranzgesims ist mit einem Zahnschnittfries verziert. Oberhalb der Risalite befanden sich ursprünglich Balustraden, die jedoch nicht erhalten sind.
Im Gebäudeinneren befanden sich ursprünglich Räume, die sich über mehrere Stockwerke erstreckten. Sie dienten als Nähereien, Lager und auch Büroräume für die Handschuhfabrik. Das erste Obergeschoss beinhaltete eine repräsentativ gestaltete Wohnung des Fabrikbesitzers, im Erdgeschoss waren darüber hinaus zwei kleinere Wohnungen für Fabrikmitarbeiter untergebracht. In späterer Zeit wurden Ladengeschäfte eingefügt.
Im örtlichen Denkmalverzeichnis ist das Wohn- und Geschäftshaus unter der Erfassungsnummer 094 82561 als Baudenkmal verzeichnet.
Das Gebäude gilt als Zeugnis für die Textilindustrie in Magdeburg und die Verbindung von Wohn- und Produktionsbereichen.